# Jean-Marc Marino
Jean-Marc Marino (Castres, 15 augustus 1983) is een Frans voormalig wielrenner. Hij won in 2005 de Picardische pijl voor beloften. In datzelfde jaar kreeg hij een stage aangeboden bij de Crédit Agricole-wielerploeg. Vervolgens werd hij in 2006 prof bij die ploeg. Daarna reed hij voor andere Franse ploegen om in 2014 het laatste seizoen van zijn loopbaan voor Cannondale Pro Cycling Team uit te komen.

## Belangrijkste overwinningen
2005
- Picardische pijl (U23)

## Resultaten in voornaamste wedstrijden
| Jaar | Ronde van Italië | Ronde van Frankrijk | Ronde van Spanje |
| ---- | ---------------- | ------------------- | ---------------- |
| 2007 |                  |                     | 93e              |
| 2008 |                  |                     | opgave           |
| 2009 |                  |                     |                  |
| 2010 |                  |                     |                  |
| 2011 |                  |                     |                  |
| 2012 |                  | 131e                |                  |
| 2013 |                  | 116e                |                  |
| 2014 |                  | 160e                |                  |

| Jaar | Amstel Gold Race | Luik-Bast.‑Luik | Ronde van Lombardije | Waalse Pijl | Parijs-Tours |
| ---- | ---------------- | --------------- | -------------------- | ----------- | ------------ |
| 2007 |                  |                 | opgave               |             |              |
| 2008 |                  |                 |                      |             |              |
| 2009 |                  |                 |                      |             | 120e         |
| 2010 |                  |                 |                      |             |              |
| 2011 |                  | opgave          |                      | 94e         |              |
| 2012 |                  | 39e             |                      |             |              |
| 2013 |                  |                 |                      | opgave      |              |
| 2014 | 93e              | opgave          |                      | 32e         |              |

## Ploegen
- 2005-Crédit Agricole (stagiair)
- 2006-Crédit Agricole
- 2007-Crédit Agricole
- 2008-Crédit Agricole
- 2009-Besson Chaussures-Sojasun
- 2010-Saur-Sojasun
- 2011-Saur-Sojasun
- 2012-Saur-Sojasun
- 2013-Sojasun
- 2014-Cannondale